# Scaled Composites Proteus
Le Scaled Composites Model 281 Proteus est un avion à hautes performances avec ailes en tandem (dont une paire en ailes en mouette) conçu par Burt Rutan en tant qu'avion de recherche sur les avions de haute altitude et en tant que relais de télécommunications. Le Proteus est un avion multi-rôles, capable d'emporter diverses charges sur un pylône ventral. Il peut atteindre une altitude de 65 000 pieds (19 800 m) pendant plus de 18 heures. Le constructeur Scaled Composites est une filiale de Northrop Grumman.

## Conception et développement

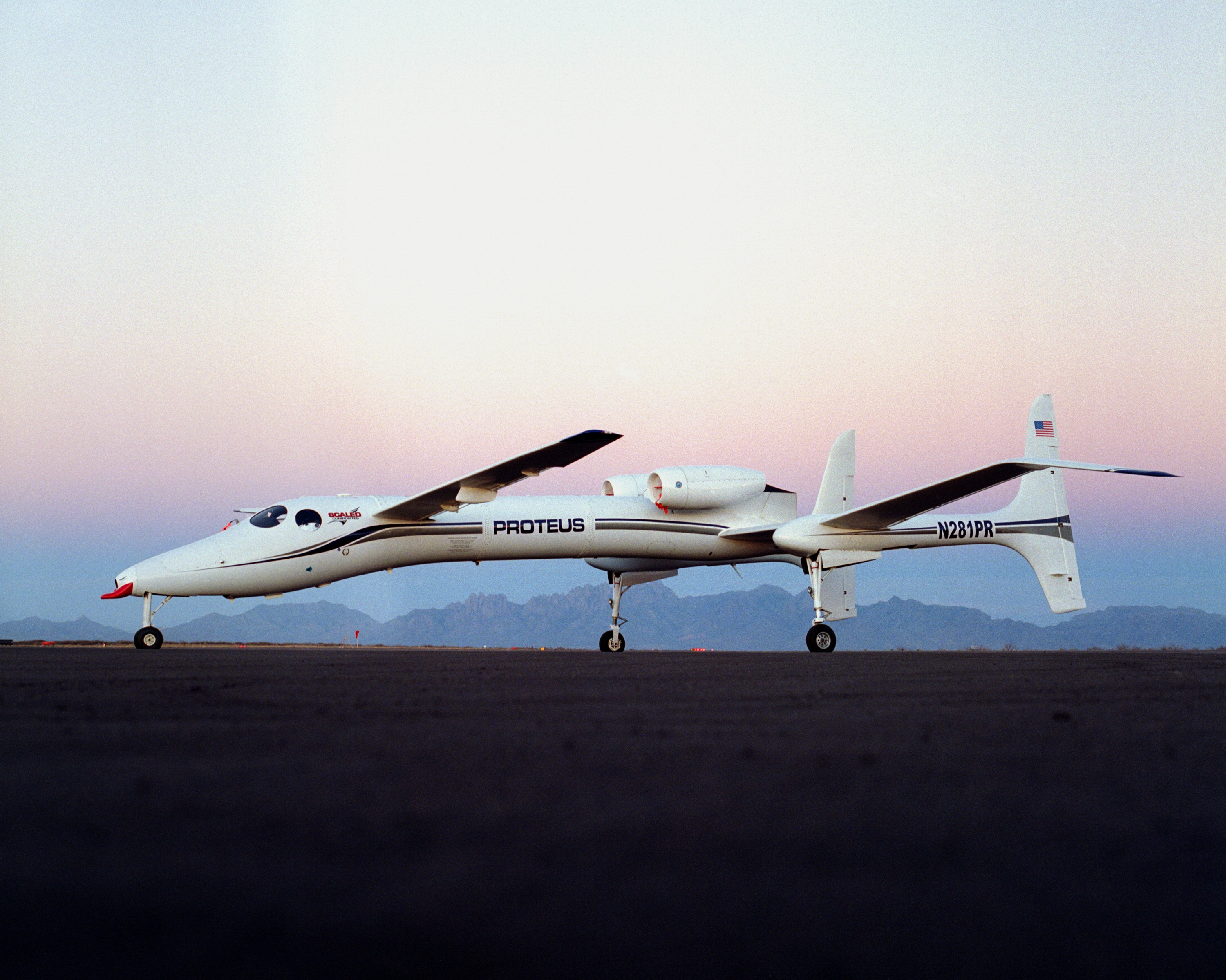

Le Proteus est construit en matériau composite avec notamment des feuilles de graphite-époxy. Son envergure de 23,6 m est extensible à près de 30 avec des extrémités d'ailes amovibles. L'équipage est de deux personnes dans une cabine pressurisée, mais il peut aussi voler sans pilote ou être piloté à distance depuis le sol.
Dans le cadre du projet ERAST (Environmental Research Aircraft and Sensor Technology) la NASA a aidé le constructeur Scaled Composites à développer sur le Dryden Flight Research Center une station de pilotage et un système de communications par satellite (SATCOM).
L'aile du Proteus a servi de modèle pour le Model 318 'White Knight', le nouvel avion de Burt Rutan Tier One et l'engin expérimental Boeing X-37. 
Les essais en vol ont commencé le 26 juillet 1998 sur l'aéroport de Mojave et ont continué jusqu'à la fin de 1999. En juin, le Proteus a réalisé un vol sans escale de Bangor (Maine) jusqu'au Salon du Bourget près de Paris. Pendant de salon, il a volé chaque jour pour montrer ses capacités en tant que plate-forme de télécommunications. 
Le Proteus fait partie des « 100 meilleurs designs de 1998 ».

## Carrière opérationnelle
En raison de sa nature multimission, le Proteus a été utilisé dans de nombreux projets de recherches. Northrop Grumman prospecter les marchés de l'avion en tant que plate-forme de recherche et a même publié un guide d'utilisateur pour la planification de missions de recherches,.

### HALO Angel Technologies
Le Proteus a été initialement conçu comme plate-forme de télécommunications HALO (Haute Altitude, Longues Opérations).
Le Proteus devait être le premier avion d'une série d'appareils construits par une filiales de Scaled Composites. Il emportait une antenne de 14 pieds (4,7 m) qui a été testé en vol à l'automne 1999 et l'été de 2000, notamment pour le relais d'une vidéo-conférence au-dessus de Los Angeles.
Mais le projet a été arrêté.

### Caméra ARTIS
Une petite caméra ARTIS (Airborne Real-Time Imaging System), développée par HyperSpectral Sciences dans le cadre du projet ERAST de la NASA a été testé à l'été 1999. Elle a pris des vues en lumière visible et infrarouge au-dessus du salon AirVenture 99 d'Oshkosh (Wisconsin).

### Validation du système NAST
La première mission scientifique du Proteus a consisté à tester un appareillage pour satellite d'observation de l'atmosphère NAST-I
En mars 2000, pendant une semaine et demie, le Proteus réalisa 30 heures de vol à Stillwell (Oklahoma) qui ont permis de valider l'appareil.
De nouveaux essais furent menés en septembre et octobre 2000.
Le Proteus fut utilisé dans d'autres projets :
- NASA TRACE-P (Transport and Chemical Evolution over the Pacific) en mars 2001
- NASA CLAMS (Chesapeake Lighthouse & Aircraft Measurements for Satellites) en juillet-août 2001
- IHOP 2002 (International H2O Project) en juin 2002
- NASA Crystal-FACE pour analyser l'atmosphère de climats tropicaux. À cette occasion, le Proteus fut muni d'extrémités d'ailes et de plans canards amovibles.
- ARM (Atmospheric Radiation Measurement) de novembre 2002 à février 2006. Certains vols se firent depuis l'Alaska ou l'Australie

### Système DSA
En mars 2002, le centre de Dryden de la NASA mena diverses expériences pour le développement de drones à partir de Las Cruces (New Mexico) dans le cadre du projet ERAST.
Ces expériences concernaient un système actif DSA (Detect, Search and Avoid). Le Proteus était contrôlé du sol, mais disposait d'un équipage de 2 personnes pour le décollage, l'atterrissage ou des situations d'urgence.
Trois avions de type divers munis de transpondeurs s'approchèrent du Proteus selon 18 scénarios. Le Proteus réussit à les éviter.
En avril 2003, une seconde série de tests eut lieu avec des avions non munis de transpondeurs. Le Proteus dut donc les détecter avec son radar. 7 avions allant du planeur au chasseur exécutèrent 20 scénarios avec à chaque fois un ou deux avions en approche du Proteus. Le pilote au sol parvint à chaque fois à s'écarter de la menace.

### Largage de missile
En mai 2005, la société Transformational Space Corp. utilisa le Proteus pour tester son mécanisme de largage de missile.

### Model 395
Scaled Composites a développé pour Northrop Grumman une version totalement automatique appelée Model 395 dans le cadre du projet de l'US Air Force Hunter-Killer.
Le 24 février 2005, un Proteus réalisa un bombardement avec une bombe inerte de 500 livres sur Nellis Air Force Base dans le Nevada.

### Test du radar du Global Hawk

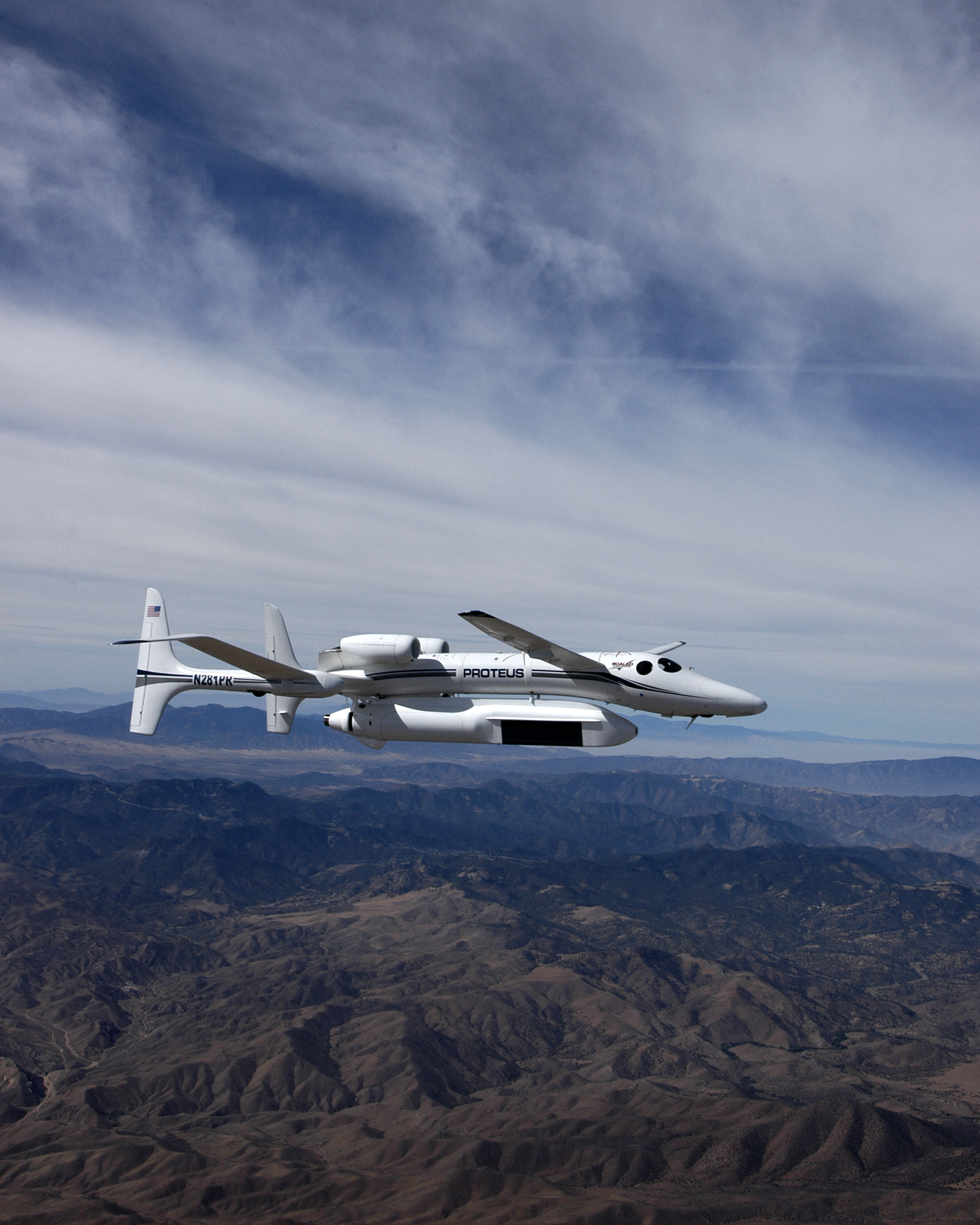
Un Proteus équipé d'un pod de radar MP-RTIP

Le 27 avril 2006, un Proteus a emporté le dôme de grande dimension du radar MP-RTIP (Multi-Platform Radar Technology Insertion Program) qui doit équiper le drone de combat RQ-4 Global Hawk.
Avec ce dôme, le Proteus put atteindre 180 km/h et 7 400 m d'altitude,.

## Records détenus
Le Proteus est le détenteur de records d'altitude de la FAI dans la classe C-1e (avions à turboréacteurs de 3 à 6 tonnes au décollage).
Il a notamment atteint 63 245 pieds (19 277 m) le 25 octobre 2000. 